# Fairborn
Fairborn est une ville du comté de Greene, dans l’État de l’Ohio aux États-Unis.

## Histoire
Fairborn est né de la réunion en 1950 de deux villages, Fairfield et Osborn (Fairfield lui-même fondé en 1816 et Osborn en 1850).